# Leavenworthia exigua
Leavenworthia exigua är en korsblommig växtart som beskrevs av Reed Clark Rollins. Leavenworthia exigua ingår i släktet Leavenworthia och familjen korsblommiga växter. Inga underarter finns listade i Catalogue of Life.